# Richard L. Hauke
Richard L. Hauke (Detroit, 17 de noviembre de 1930 - Chapel Hill, Carolina del Norte; 17 de noviembre de 2001) fue un naturalista estadounidense y por muchos años profesor de botánica en la Universidad de Rhode Island en Kingston, Rhode Island. Es considerado uno de los líderes expertos en equisetos (Equisetum spp.)

## Biografía
Aborigen de Detroit, en 1952, obtuvo su título de Bachiller universitario en ciencias en ciencias biológicas, por la Universidad de Míchigan, Ann Arbor; en 1954 la Maestría en botánica, por la Universidad de California en Berkeley; y, en 1960 el PhD en botánica, por la Universidad de Míchigan, Ann Arbor.
De 1959 a 1989, profesor en la Universidad de Rhode Island, Kingston, e hizo años sabáticos en Costa Rica, Jordania y Kenia.
Después del retiro de Hauke, sus especímenes de plantas fueron donados al Herbario del Jardín Botánico de Nueva York. La mayoría de sus trabajos profesionales han sido donados a la Universidad de Rhode Island Biblioteca.

## Obra
- 1978. A Taxonomic Monograph of Equisetum Subgenus Equisetum. Bryophytorum bibliotheca. Ed. Verlag Von J. Cramer, 71 p.